# Nationaal natuurreservaat Frankenthal-Missheimle
Nationaal natuurreservaat Frankenthal-Missheimle (Frans: Réserve naturelle nationale de Frankenthal-Missheimle) is een natuurreservaat in Frankrijk, in regionaal natuurpark Ballons des Vosges in de Vogezen. Het reservaat ligt in de regio Grand Est. Het reservaat aan de Hohneck omvat bossen, chaumes (Alpenweiden) en rotswanden (Martinswand). Het natuurreservaat werd opgericht in 1989 en is 746,36 hectare groot. Het gebied is ook Natura 2000-gebied. In het reservaat leeft gems.